# Future US
A Future US, Inc. (anteriormente conhecida como Imagine Media e The Future Network USA) é uma empresa de mídia americana especializada em revistas e websites direcionados aos mercados de videogames, música e tecnologia. A Future US está sediada na cidade de Nova York, com pequenos escritórios em Alexandra e Minneapolis. A Future US é de propriedade da empresa controladora Future plc, uma empresa especializada em mídia com sede no Reino Unido.

## História
A empresa foi fundada quando a Future plc adquiriu a editora de revistas de videogames GP Publications de Greensboro na Carolina do Norte, editora da revista Game Players, em 1994.
A empresa lançou vários títulos, incluindo a PC Gamer, e mudou-se da Carolina do Norte para a área da baía de São Francisco, ocupando várias propriedades em Burlingame e no sul de São Francisco. Quando Chris Anderson, o fundador da Future plc, vendeu a Future à Pearson PLC, ele reteve a GP, renomeada como Imagine Media, Inc. em junho de 1995, e operou como sua única empresa por alguns anos.
Impulsionado pela economia da Internet e pelo sucesso da Business 2.0 nos EUA (e subsequentemente no Reino Unido, França, Itália e Alemanha), Future liderou o boom do final dos anos noventa. Durante este período, a empresa ganhou os direitos mundiais exclusivos de produzir a revista oficial para o console de videogame Xbox da Microsoft e cimentou sua posição como líder no mercado de jogos. Na primavera de 2001, afetada por fatores econômicos e pela desaceleração do mercado, a Future Network USA passou por uma reformulação estratégica de seus negócios, que incluiu o fechamento de alguns títulos e operações na Internet e a venda da Business 2.0 para a AOL/Time Warner.
Em 19 de setembro de 2007, a Nintendo e a Future anunciaram que a Future US obteria os direitos de publicação para a revista Nintendo Power . Isso entrou em vigor com a criação da edição nº 222 (dezembro de 2007).
Em 1 de outubro de 2007, foi anunciado que a Future US estaria fazendo a PlayStation: The Official Magazine, que acabou substituindo a PSM e primeiro chegou às bancas em novembro de 2007. Com este lançamento, a Future US tornou-se a editora das revistas oficiais das três grandes fabricantes de consoles nos EUA. A PlayStation: The Official Magazine fechou em 2012.
Em 2012, a NewBay Media comprou a divisão de música da Future US.
Em 2018, a Future readquiriu a maioria dos ativos anteriormente vendidos para a NewBay, comprando a NewBay diretamente por US13,8 milhões. Future usou essa aquisição para expandir sua presença nos EUA, particularmente no segmento B2B.

## Revistas e sites

### Títulos atuais
Suas revistas e sites incluem: 
- PC Gamer
- Official Xbox Magazine
- TechRadar
- Maximum PC
- Electronic Musician
- Guitar Player
- Guitar World
- Multichannel News
- Broadcasting & Cable
- TWICE

### Títulos extintos
- CD-ROM Today
- Daily Radar
- Games Radar
- Decorating Spaces
- Do!
- Future Music
- Future Snowboarding Magazine
- Game Players
- Guitar One
- Guitar World Acoustic
- Guitar World Legends
- Guitar World's Bass Guitar
- Maximum Linux
- Men's Edge
- Mobile PC
- netPOWER[11]
- Next Generation
- Nintendo Power
- Official Dreamcast Magazine
- PC Accelerator
- PlayStation: The Official Magazine
- Revolution
- Scrapbook Answers
- Skateboard Trade News
- Snowboard Trade News
- T3
- The Net
- Total Movie
- Women's Health & Fitness